# Optocuplor

## Optoizolatorul

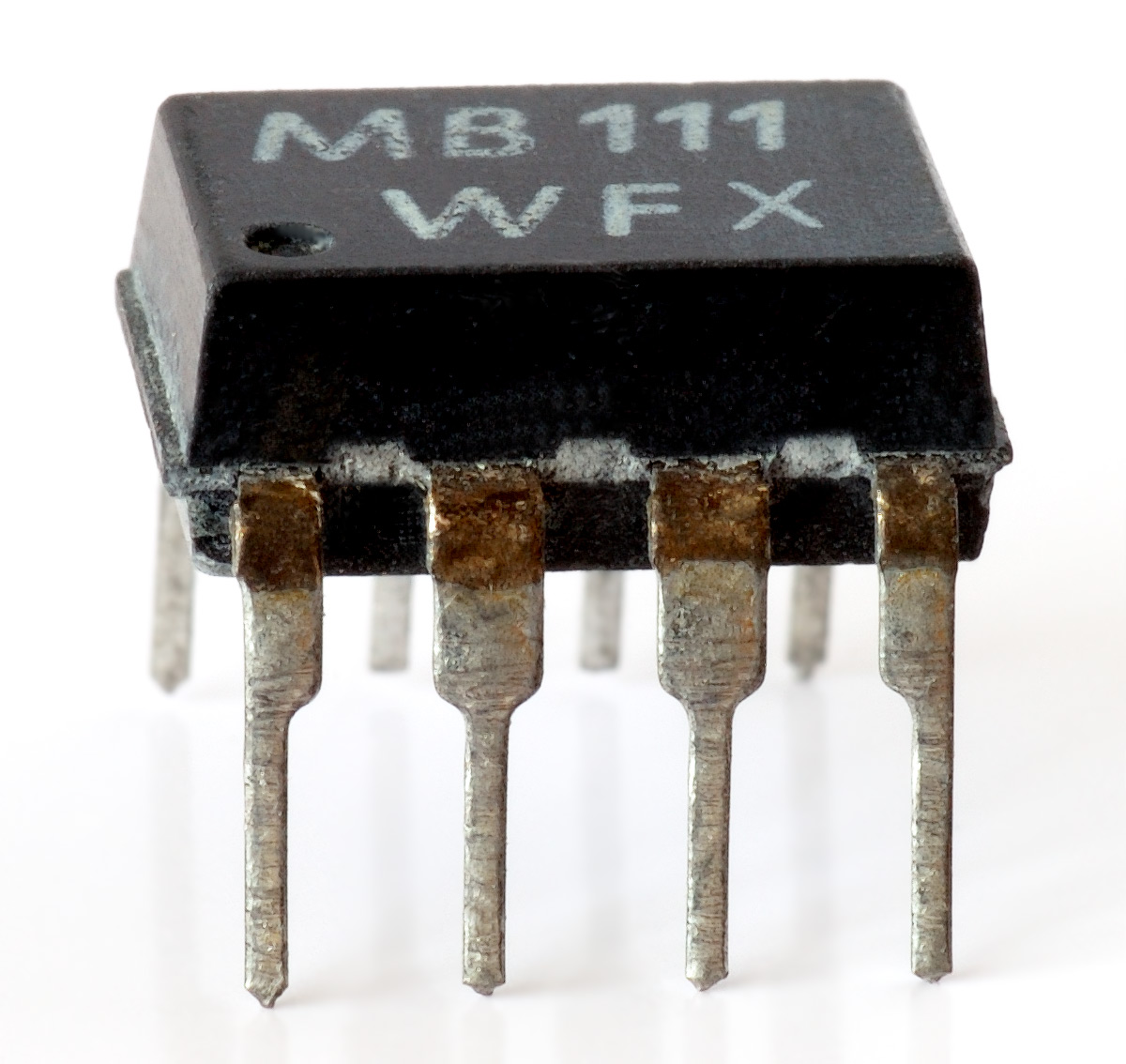

Diagrama schematică a unui optoizolator arătând sursa de lumină (LED-ul) în stânga, bariera dielectrică în centru, și senzorul (fototranzistorul) în dreapta

În electronică, un optoizolator, de asemenea numit și optocuplor, fotocuplor, sau izolator optic, este o componentă care transferă un semnal electric între două circuite izolate prin utilizarea luminii. Optoizolatoarele împiedică tensiunile înalte să afecteze sistemul care primește semnalul. Optoizolatoarele disponibile comercial, rezistă la tensiuni intrare/ieșire de până la 10kV și la șocuri de tensiune cu viteze de până la 10kV/μs. Un tip comun de optoizolator constă dintr-un LED și un fototranzistor în aceeași capsulă. Optoizolatoarele sunt de obicei utilizate pentru transmiterea  semnalelor digitale (discrete, on/off), dar unele tehnici permit utilizarea lor pentru semnale analogice (proporționale).

## Istorie
Ca funcție tehnologică, optoizolatoarele realizează o izolare galvanică între două circuite (intrare și ieșire), fiind astfel o continuare a tehnologiei de izolare inductivă, realizată cu ajutorul transformatoarelor electrice.
Fotorezistoarele bazate pe optoizolatoare au fost introduse în 1968. Ele sunt cele mai lente, dar de asemenea cele mai liniar izolatoare și încă mai păstrează o nișă de piață în industria audio și muzicală.
Comercializarea tehnologiei LED în anii 1968-1970 a provocat un boom în optoelectronică, și până la sfârșitul anilor '70 industria a dezvoltat principalele tipuri de optoizolatoare. Majoritatea optoizolatoarele prezente pe piață utilizează ca senzori fototranzistori bipolari pe bază de  siliciu. Ele ating viteze de transfer a datelor de viteză medii, suficiente pentru aplicații ca electroencefalograful, de exemplu. Cele mai rapide optoizolatoare utilizează diodele PIN  în modul fotoconductiv.

## Funcționarea

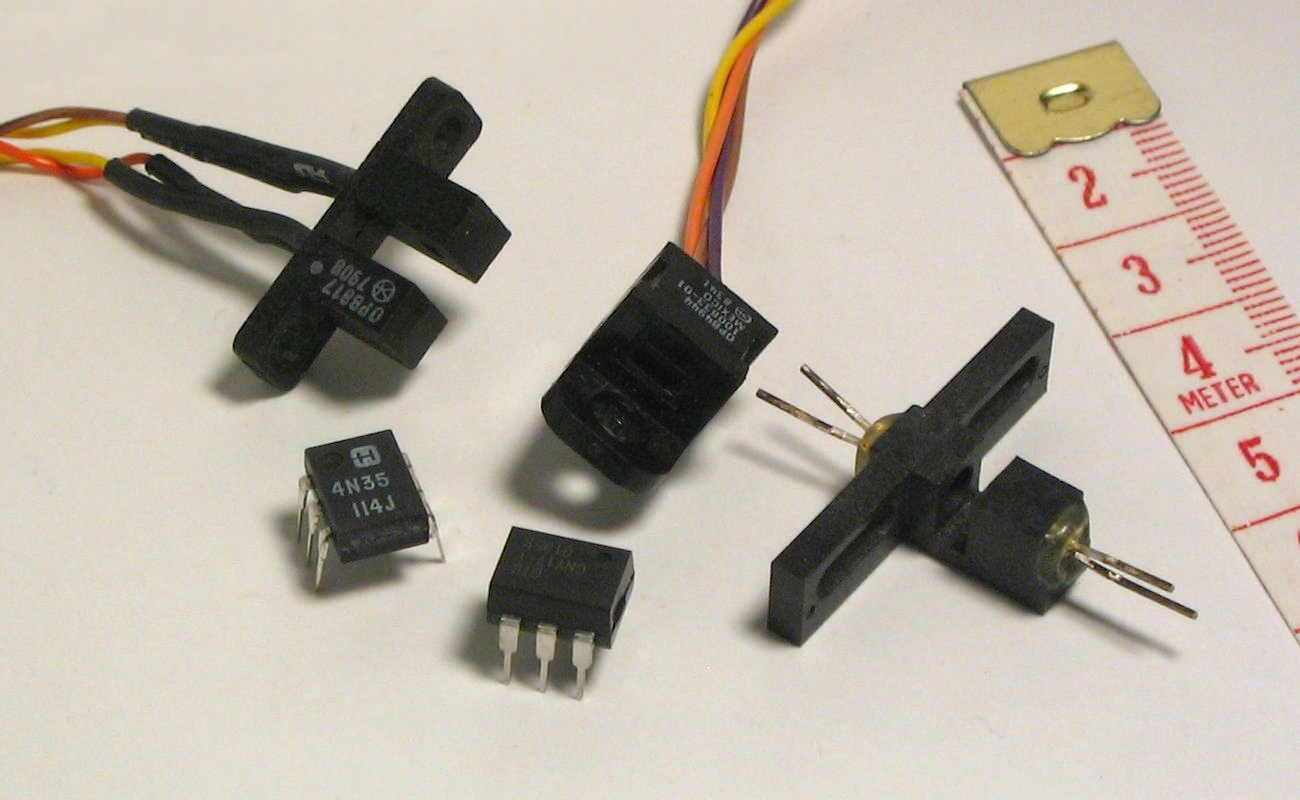
Diferite tipuri de optocuploare

Un optoizolator conține o sursă de lumină, aproape întotdeauna un LED, care convertește semnalul electric de intrare în lumină, un canal optic închis (de asemenea numit canal dielectric), și un fotosenzor, care detectează lumina părții de intrare și care, fie generează energie electrică direct, sau modulează un curent electric  continuu care provine de la o sursă de alimentare externă. Senzorul optic poate să fie un fotorezistor, o fotodiodă, un fototranzistor, un redresor de siliciu controlat (SCR) sau un triac. Deoarece LED-ul poate simți lumina pe lângă faptul că o emite, construcția simetrică, bidirecțională a optoizolatoarelor este posibilă. Un optocuplor (de tip) releu conține o fotodiodă optoizolatoare care conduce la un comutator de putere, de obicei o pereche complementară de MOSFET-uri (tranzistori). Un comutator optic cu perforații  conține o sursă de lumină și un senzor, dar canalul său optic este deschis spre perforații, care permit trecerea și modularea luminii de către obiecte externe ce pot obstrucționa calea acesteia sau o pot reflecta spre senzorul optic.

## Izolare electrică

Echipamentul electronic și de semnal și puterea liniilor de transmisie pot fi supuse unor supratensiuni induse de fulgere, de descărcari electrostatice, transmisii de radio-frecvență, tranzițții de impulsuri (vârfuri) și/sau perturbări ale alimentării. Loviturile de trăsnet pot induce suprasarcini de până la 10 kV, adică de o mie de ori mai mult decât limitele tensiunii de lucru ale componentelor electronice. Un circuit poate să fie expus unor tensiuni ridicate, caz în care are nevoie de siguranță de funcționare, mijloace fiabile de interfațare a componentelor sale de înaltă tensiune cu cele de joasă tensiune. Funcția principală a unui optoizolator este de a bloca aceste tensiuni înalte și tranzitii de tensiune, astfel încât un val într-o parte a sistemului nu va perturba sau distruge alte părți. În trecut, aceasta functie a fost delegată transformatoarelor de izolare, care folosesc cuplaj inductiv între intrare și ieșire(izolare galvanică). Transformatoarele și optoizolatoarele sunt singurele clase de dispozitive electronice, care oferă protecție solida — acestea protejează atât echipamentul cât și utilizatorul uman ce operează la acest echipament. Ele conțin o barieră unică de izolare fizică, dar asigura protecția echivalentă cu dubla izolare. Un optoizolator leagă intrarea si ieșire printr-un fascicul de lumină modulată de curentul de intrare. Acesta transformă semnalul util în lumina, trimitându-l peste canalul dielectric, captând lumina pe partea de ieșire și transformând-o înapoi în semnal electric. Spre deosebire de transformatoare, care permit trecerea de energie în ambele direcții cu pierderi foarte mici, optoizolatoarele sunt unidirecționale și nu pot transmite putere. Optoizolatorii tipici pot modula doar fluxul de energie deja prezent pe partea de ieșire. Spre deosebire de transformatoare, optoizolatoarele pot trec semnale lente sau de DC și nu necesită impedanțe asemanatoare dintre părțile de intrare și de ieșire.

## Tipuri de optoizolatori
| Tipul componentei               | Sursa de lumină         | Tipul senzorului                                                 | Viteză          | Rata de transfer curentă |
| ------------------------------- | ----------------------- | ---------------------------------------------------------------- | --------------- | ------------------------ |
| Optoizolator rezistiv (Vactrol) | Bec incandescent        | Foto-rezistor(LDR)                                               | Foarte mică     | <100%                    |
| Optoizolator rezistiv (Vactrol) | Neon                    | Foto-rezistor(LDR)                                               | Mică            | <100%                    |
| Optoizolator rezistiv (Vactrol) | Dioda infraroșu         | Foto-rezistor(LDR)                                               | Mică            | <100%                    |
| Dioda optoizolatoare            | Dioda infraroșu         | Fotodiodă cu siliciu                                             | Maximă          | 0.1% - 0.2%              |
| Tranzistor optoizolator         | Dioda infraroșu         | Fototranzistor siliciu bipolar                                   | Medie           | 2% - 120%                |
| Tranzistor optoizolator         | Dioda infraroșu         | Fototranzistor Darlington                                        | Medie           | 100% - 600%              |
| SCR optoizolat                  | Dioda infraroșu         | Redresor                                                         | Mică spre medie | >100%                    |
| Triac optoizolat                | Dioda infraroșu         | Triac                                                            | Mică spre medie | Foarte mare              |
| Releu                           | Grup de diode infraroșu | Grup de fotodiode ce comandă o pereche de MOSFET-uri sau un IGBT | Mică spre mare  | Practic nelimitată       |

### Optoizolatori rezistivi
Cele mai timpuri optoizolatoare, original comercializate ca celule de lumină , au apărut în anii 1960.
Fotorezistențele utilizate în optoizolatoare se bazează pe efectele bulk într-o film uniform de semiconductoare; nu există joncțiuni p-n. Unic printre fotosenzori, fotorezistențele sunt dispozitive nepolarizate potrivite pentru circuite de AC(curent alternativ) sau DC(curent continuu). Rezistența lor scade invers proportional cu intensitatea de intrare a luminii, practic de la infinit la un prag rezidual, care poate fi mai mic de o sută de ohmi. Fotorezistențele au rezistat cu ușurință tensiunilor de până la 400 v, proprietate ce le-a făcut ideale pentru comandarea afișajelor fluorescente. Alte aplicații industriale au inclus fotocopiatoare, automatizări industriale, aparate de măsurare profesională de lumină și auto-expunere. Cele mai multe dintre aceste aplicații sunt acum învechite, dar optoizolatoarele rezistive au păstrat o nișă în audio, în special la amplificatoare pentru chitară.

### Fotodioda
Dioda optoizolatoare folosesc LED-uri ca surse de lumina si fotodiodele cu siliciu ca senzori. Când fotodioda este inversă-polarizata cu o sursa de tensiune externa, lumina pe care o primeste crește curentul invers care curge prin dioda. Dioda în sine nu generează energie; modulează fluxul de energie de la o sursă externă. Acest mod de operare este numit modul de fotoconductie. Alternativ, în absența polarizarii externe dioda convertește energia luminii în energie electrică prin perceperea la bornele sale o tensiune de până la 0,7 V. Rata de incarcare este proporționala cu intensitatea de intrare a luminii. Energia se colecteaza prin drenarea sarcinii printr-o cale de înaltă impedanță externe; raportul de curent de transfer poate ajunge la 0,2%. Acest mod de operare este numit modul fotovoltaic.
Fotodioda optoizolatoare poate fi folosita pentru interfațarea semnalelor analogice, deși ne-liniaritate lor invariabil denaturează semnalul. O clasă specială de optoizolatoare analogice idtroduse de Burr-Brown folosește două fotodiode și un amplificator operațional pe partea de intrare pentru a compensa ne-liniaritatea diodei. Una dintre cele două diode identice este legata în bucla de feedback a amplificatorului, care menține curentul total de transfer de la un nivel constant indiferent de ne-liniaritatea din a doua dioda.

### Fototranzistorul
Fototranzistori sunt în mod inerent mai lenți decât fotodiodele. Mai vechi și mai lent, dar încă frecvent optoizolatorul 4N35, de exemplu, are timpul de urcare și coborâre de 5 μs într-o sarcină de 100 Ohm și lățimea de bandă este limitată la aproximativ 10 kilohertzi - suficiente pentru aplicații cum ar fi electroencefalograma sau control PWM. Dispozitive cum ar fi PC-900 sau 6N138 recomandate în standardul din 1983 Musical Instrument Digital Interface, permite viteze de tranfer digitale de zeci de kiloBauds. Fototranzistori trebuie să fie corect polarizati și încărcati pentru a atinge viteza lor maximă, de exemplu, 4N28 funcționează până la 50 kHz cu polarizare optimă și cu mai puțin de 4 kHz fără ea.
Optoizolatoarele utilizând tranzistori cu efect de câmp (FET-uri) ca senzori sunt rare, și precum vactrol-urile, pot fi utilizate ca potențiometre analogice comandate la distanță cu condiția ca tensiunea la bornele terminalului de ieșire FET să nu depășească câteva sute de mV.  Opto-FET-urile pornesc fără injectarea încărcării de comutare în circuitul de ieșire, care este în special utilizat în eșantioane și circuite de menținere.

### Optoizolatori bidirectionali
Toți optoizolatorii descriși până acum sunt uni-direcționali. Canalul optic funcționează întotdeauna într-o singură direcție, de la sursă (LED) către senzor. Senzorii, fie fotorezistențe, fotodiode sau fototranzistori, nu pot emite lumina. Dar LED-urile, precum toate diodele semiconductoare, sunt capabile să detecteze lumina primită, lucru care face posibilă construirea unui optoizolator bidirecțional plecând de la o pereche de LED-uri. Cel mai simplu optoizolator bidirecțional este doar o pereche de LED-uri puse față în față și ținute împreună cu tuburi contractoare la căldură. Dacă este necesar, distanța dintre cele două LED-uri poate fi prelungită cu o inserție de fibră de sticlă.
LED-urile de spectru vizibil au eficiență de transfer relativ slabă, prin urmare LED-uri  de GaAs, GaAs:Si și AlGaAs:Si  având spectrul aproape infraroșu sunt alegerea preferată pentru dispozitivele bidirecționale. Optoizolatorii bidirecționali construiți în jurul perechilor de LED-uri GaAs:Si au rata curentului de transfer în jurul valorii de 0.06% în modurile fotovoltaic sau fotoconductiv - mai puțin decât fotodiodele bazate pe izolatori, dar suficiente pentru aplicații practice reale.

## Alternative
Dezvoltatorii au recunoscut de mult timp că optocuploarele sunt bazate pe o tehnologie învechită, și doar de curând au un cost eficient și astfel alternativele ușor de utilizat au devenit disponibile. Aceste capsule avansate și pini compatibile drop-in înlocuirea optocuploarelor oferă performanțe mai ridicate și fiabilitate cu nici una din obligațiile tehnice ale optocuploarelor. Izolatoarele digitale pot înlocui direct 6-pini și 8-pini ai optocuploarelor și sunt potrivite pentru ambele optocuploare de adaptare și noi modele de sistem. Aceste dispozitive care utilizează arhitectura de izolare bazată pe CMOS sunt de 10 ori mai fiabile decât optocuploarele, permițând producătorilor să suporte o garanție a prodului mai mare și să reducă costurile asociate cu reparația sau înlocuirea.
Optoizolatoarele pot fi prea încete și voluminose pentru aplicațiile digitale moderne. Începând cu 1990, cercetătorii au examinat și perfectat alternative, mai rapide și cu tehnologie de izolare mai compactă. Două din aceste tehnologii, transformator bazat pe izolatoare și condensator cuplat, au ajuns pe piață în anii 2000. A treia alternativă, bazată pe o magnetorezistență uriașă, a fost prezentă pe piață începând cu anii 2000 în cantități limitate. Începând cu anul 2010, modelele de producție ale celor 3 tipuri permit viteze de transfer de 150 Mbit/s și rezistență șocurilor de tensiune de până la 25 kV/μs, comparativ cu 10kV/ μs pentru opto - izolatoare. Spre deosebire de opto – izolatoare, care sunt stive discrete de LED-uri și senzori, noile dispozitive sunt circuite integrate monolitice, și sunt ușor scalabile în magistrală izolatoară de date multi-bit.
- În anul 2000 Analog Devices au introdus izolatoarele magnetice integrate – cu  decuplare electrică de 100 Mbit/s, circuitele de izolare de 2.5 kV angajează transformatoare cu miez de aer pe suprafața circuitelor integrate de siliciu. Ei au  prezentat un consum de energie mai mic și au fost de 4 ori mai rapide decât cele mai rapide optoizolatore contemporane.

În 2010, Analog a mărit viteza izolatoarelor magnetice la 150 Mbit/s și oferă izolație de până la 5 kV. În conform cu Analog Devices, până în Decembrie 2011, compania dispune de mai mult „de 750 milioane (izolatore magnetice) de canale desfășurate”.
În același an NEC și Renesas au anunțat transformatoare bazate pe dispozitive CMOS cu rate de transfer de 250 Mbit/s.
- Condesatoarele de cuplare de mare viteză au fost introduse în anul 2000 de Silicon Laboratories  și comercializate de către Texas Instruments. Aceste dispozitive convertesc un flux de date de intrare într-un semnal de amplitudine modulat UHF, trece printr-un strat de izolare cu dioxid de siliciu, și demodulează semnalul primit.

Spectrele de tensiune parazită, care pot trece prin bariera capacitivă și perturba operația, se situează mult sub frecvența de modulație și poate fi blocată efectiv. Începând cu 2010, izolatoarele capacitive de cuplare oferă viteză de transfer de 150 Mbit/s și tensiune de izolație de 560 V.
- NVE Corporation pioneri memoriilor de acces aleator magnetorezistive , marchează un tip alternativ de izolator bazat pe efectul magnetorezitiv uriaș (GMR). Fiecare celulă de izolare a acestor dispozitive este formată de către o bobină plată care este microprelucrată deasupra a 4 valve îngropată într-o casetă de silicon. Acești senzori conectați într-un circuite punte Wheatstone, generează semnale binare de ieșire on/off. La timpul introducerii lor în 2002, NVE anunțau viteze de 5 până la 10 ori mai mari decât cele mai rapide optoizolatoare; și în Martie 2008 dispozitivele comerciale produse de NVE au fost clasificate pentru viteze de până la 150 Mbit/s.

## Exemple

Exemplu de implementare a unui optocuplor: